# 李依娲娜
李依娲娜（？—），女，佤族，中华人民共和国政治人物。现任沧源佤族自治县人力资源和社会保障局副局长。第十四届全国政协委员。